# Киппе, Фроде
Фро́де Ки́ппе (норв. Frode Kippe; род. 17 января 1978, Осло) — норвежский футболист, играл на позиции защитника.

## Карьера
Фроде Киппе начинал свою карьеру в любительском футболе, а в возрасте 19 лет перешёл в «Лиллестрём», чтобы начать выступления на профессиональном уровне. В конце 1998 года Фроде был подписан «Ливерпулем» и таким образом стал вторым приобретением Жерара Улье на посту главного тренера «красных». Он не смог пробиться в первый состав клуба, дважды отправлялся в аренду в «Сток Сити», а четыре года спустя вновь вернулся в Норвегию, где опять стал выступать за «Лиллестрём».

## Статистика

### Матчи Киппе за сборную Норвегии
| Матчи Киппе за сборную Норвегии | Матчи Киппе за сборную Норвегии | Матчи Киппе за сборную Норвегии | Матчи Киппе за сборную Норвегии | Матчи Киппе за сборную Норвегии | Матчи Киппе за сборную Норвегии |
| ------------------------------- | ------------------------------- | ------------------------------- | ------------------------------- | ------------------------------- | ------------------------------- |
| №                               | Дата                            | Соперник                        | Счёт                            | Голы Киппе                      | Соревнование                    |
| 1                               | 28 января 2003                  | Оман                            | 2:1                             | —                               | Товарищеский матч               |
| 2                               | 22 января 2005                  | Кувейт                          | 1:1                             | —                               | Товарищеский матч               |
| 3                               | 25 января 2005                  | Бахрейн                         | 1:0                             | —                               | Товарищеский матч               |
| 4                               | 28 января 2005                  | Иордания                        | 0:0                             | —                               | Товарищеский матч               |
| 5                               | 29 января 2006                  | США                             | 0:5                             | —                               | Товарищеский матч               |
| 6                               | 15 ноября 2006                  | Сербия                          | 1:1                             | —                               | Товарищеский матч               |
| 7                               | 12 сентября 2007                | Греция                          | 2:2                             | —                               | Чемпионат Европы 2008 (отбор)   |
| 8                               | 6 февраля 2008                  | Уэльс                           | 0:3                             | —                               | Товарищеский матч               |

Итого: 8 матчей / 0 голов; 2 победы, 4 ничьи, 2 поражения.

## Достижения
- Приз Книксена (как лучшему норвежскому защитнику года): 2007